# Sentenced
Sentenst (engl. Sentenced) је bio finski metal bend koji se smatra jednim od pionira melodičnog det metala

## O bendu
Bend je 1988. osnovao gitarista Mika Tenkula pod imenom Deformity. Bend su cinili Mika Tenkula (Gitara, Vokal), Lari Kilmanen (Bas) i Ture Heikila (Bubanj). Posle vise promena postave, bend konačno menja ime u Sentenced, a Ture Heikila nikada zvanično nije bio deo Sentenced-a.
U jesen, tačnije, novembra 1991. godine, izlazi prvi studijski album nazvan Shadows of the Past. Postava benda na tom albumu bila je: Mika Tenkula - Vokal i Gitara, Sami Lopaka - Gitara, Taneli Jarva - Bas, Vesa Ranta - Drums. Kasnije ce na Mikin predlog, Taneli postati frontmen i vokal benda. Bend je na albumu svirao cist Det metal. 
Prvi album je davao rezultate, pa se pristupilo izdavanju drugog. Album North From Here objavljen je pod etiketom Spinefarm rekordsa 1. jula 1993. godine, a iste godine potpisan je ugovor sa Century Media Rekords kucom, sa kojom ce bend sarađivati do svog raspadanja 2005. godine. Postava benda na ovom albumu bila je: Taneli Jarva - Vokal i Bas, Sami Lopaka - Gitara i Klavijature, Mika Tenkula - Gitara, Vesa Ranta - Bubanj. 
Daleke 1995. bend pravi prekretnicu u svom zvuku. Bend iz žestokog det metala prelazi u Melodični det metal, i to na novom albumu. Amok je izdat 3. januara 1995. godine, postava je bila ista kao i na North From Here. Snimljen je i prvi spot za pesmu Nepenthe, a bend je dobio etiketu pionira Melodičnog Det Metala.
Godine 1996. iz benda odlazi dotadašnji basista i vokal Taneli Jarva, za bas prelazi Mika Tenkula, a u bend dolazi Vile Laihiala za vokalima. 11. novembra 1996. godine izlazi novi album pod nazivom Down. Postavu na albumu čine: Vile Laihiala - Vokal, Mika Tenkula - Gitara i Bas, Sami Lopaka - Gitara, Vesa Ranta - Drums. Na albumu se prvi put javljaju i gosti muzičari: Valdemor Sorikta - Klavijature, Birgit Zaher - Vokal i Vorf (iz benda Samael) - Vokal. Bend na ovom albumu pocinje da zalazi u Gotik Metal vode.
Godine 1998. bend je vec duboko zasao u Gotik vode. U bend dolazi Sami Kukohovi kao basista, posto Mika nije mogao na dva instrumenta uživo. Album Frozen izdat je 15. jula 1998. godine pod etiketom za izdavačku kuću Century Media Records.
Do 2005. godine, bend je izdao još tri albuma: Crimson (2000), The Cold White Light (2002) i The Funeral Album (2005), poslednji album, simbolično nazvan jer je bend odlučio da prestane sa radom posle tog albuma. Sva tri albuma su Gotik Metal žanra.
Gitarista benda Mika Tenkula preminuo je 19. februara 2009. godine. Mika je imao ogromnih problema sa alkoholom, koji su eskalirali posle raspada benda. Autopsijom je utvrđeno da je preminuo od teškog srčanog udara. Na sajtu benda objavljeno je: "Sentenced tuguje zbog gubitka Mike, izvanrednog muzičara koji je u stvari bio Sentenced. Počivaj u miru brate, a tvoja muzika će zauvek odzvanjati u našim srcima". Imao je samo 35 godina.
Celokupno stvaralaštvo finskog benda Sentenced biće izdato u vidu kutije u obliku mrtvačkog kovčega.
Unutar kutije biće smešteno 16 CD-a i 2 DVD-a sa preko 15 sati video i audio materijala. Pored svih studijskih i demo izdanja benda, na diskovima će se naći i pregršt materijala koji do sada nije objavljivan. Kovčeg će se pojaviti u prodaji širom sveta u ograničenom broju od 4000. Datum izdavanja je 13. novembar 2009. godine.

## Diskografija

### Demoi
- 1990 - "When Death Join Us"
- 1991 - "Rotting Ways to Misery"
- 1992 - "Journey to Pohjola"

### Studijski albumi
- 1991 - "Shadows of the Past"
- 1993 - "North From Here"
- 1995 - "Amok"
- 1996 - "Down"
- 1998 - "Frozen"
- 2000 - "Crimson"
- 2002 - "The Cold White Light"
- 2005 - "The Funeral Album"

### Singlovi
- 1999 - "Killing Me Killing You"
- 2002 - "No One There"
- 2005 - "Routasydän"
- 2005 - "Ever-Frost"
- 2008 - "The Glow of 1000 Suns / Amok Run"